# Alan Blumlein
Alan Dower Blumlein (29 de junio de 1903 - 7 de junio de 1942) fue un ingeniero electrónico inglés, notable por sus muchas invenciones en telecomunicaciones, grabación de sonido, sonido estereofónico, televisión y radar. Registró 128 patentes, siendo considerado como uno de los ingenieros e inventores más importantes de su tiempo.
Murió a la edad de 38 años durante la Segunda Guerra Mundial, cuando se estrelló el bombardero Halifax en el que se estaba realizando una prueba secreta del sistema de radar aerotransportado H2S que estaba desarrollando.

## Primeros años
Alan Dower Blumlein nació en Hampstead, Londres, en 1903. Su padre, Semmy Blumlein, era un súbdito británico nacido en Alemania, hijo de Joseph Blumlein, un alemán de ascendencia judía, y de Philippine Hellmann, francesa de ascendencia alemana. La madre de Alan, Jessie Dower, era escocesa, hija de William Dower (nacido en 1837) que trabajó en Sudáfrica para la Sociedad Misionera de Londres. Alan fue bautizado como presbiteriano, aunque posteriormente se casó en una parroquia de la Iglesia de Inglaterra.
Su futura carrera parece que quedó predestinada a la edad de siete años, cuando presentó a su padre una factura por la reparación del timbre de su casa, firmada como "Alan Blumlein, ingeniero eléctrico" (con "pagado" garabateado a lápiz). Su hermana le recordaba que no pudo leer con soltura hasta los 12 años, a lo que Alan contestaba: "no, ¡pero conocía muchas ecuaciones cuadráticas!"
Después de dejar la Highgate School en 1921, estudió en elCity and Guilds College (parte de Imperial College). Ganó una beca del Gobernador y se incorporó al segundo año del curso. Se graduó del bachiller universitario en ciencias con honores de primera clase dos años más tarde.
A mediados de 1930, Blumlein conoció a Doreen Lane, una maestra de escuela preparatoria cinco años menor que él. Después de dos años y medio de noviazgo, se casaron en 1933. Unos conocidos comentaron a la novia antes de la boda que "algunos de sus amigos solían bromear sobre Alan llamándole 'Blumlein-itis' o 'Mente de primera clase', dado que parecía que no quería conocer a nadie que no tuviera una mente de primera clase". El ingeniero de grabación Joseph B. Kaye, conocido como J. B. Kaye, mejor amigo de Blumlein y padrino de la boda, pensaba que el matrimonio formaba una muy buena pareja.

## Carrera e invenciones

### Telecomunicaciones
En 1924, Blumlein comenzó su primer trabajo en la International Western Electric, una división de la Western Electric Company. Posteriormente, la empresa se convirtió en la International Standard Electric Corporation, y más adelante, en la Standard Telephones and Cables (STC).
Durante su tiempo allí, midió la respuesta de amplitud/frecuencia de los oídos humanos y utilizó los resultados para diseñar los primeros sistemas de ponderación de ruido.
En 1924 publicó, junto con el profesor Edward Mallett, el primero de sus dos únicos artículos para la IEE, sobre la medición de la resistencia en altas frecuencias. Esto le valió el Premio de la IEE a la innovación. Al año siguiente, escribió (con Norman Kipping) una serie de siete artículos para la publicación Wireless World.
En 1925 y 1926, Blumlein y John Percy Johns diseñaron una forma mejorada de bobina de carga capaz de reducir las pérdidas y la diafonía en las líneas telefónicas de larga distancia, que se utilizaron hasta el final de la era de la telefonía analógica. El mismo dúo también inventó una forma mejorada de puente de medición de CA que se conoció como el puente Blumlein, y posteriormente ideó el puente de brazo de relación de transformación. Estos dos inventos dieron origen a las sus primeras patentes.
Sus inventos mientras trabajaba en STC dieron como resultado otras cinco patentes, que no se otorgaron hasta después de que dejó la empresa en 1929.

### Grabación de sonido
En 1929 abandonó STC y se unió a la Columbia Graphophone Company, donde reportaba directamente al gerente general Isaac Shoenberg.
Su primer proyecto fue encontrar un método para grabar discos que eludiera una patente de Bell utilizada en el cabezal de corte de hierro móvil de Western Electric que se usaba en ese momento, y por el que debían pagar cuantiosos derechos. Inventó el cabezal de grabación de discos de bobina móvil, que no solo superó la patente original, sino que ofreció una calidad de sonido muy mejorada. Lideró un pequeño equipo que desarrolló el concepto en un equipo grabador funcional. Su equipo constaba de otros dos miembros principales, Herbert Holman y Henry "Ham" Clark. Su trabajo derivó en varias patentes.
A principios de 1931, la Columbia Graphophone Company y la Gramophone Company se fusionaron y se convirtieron en EMI. Se establecieron unos nuevos laboratorios de investigación conjuntos en Hayes, y Blumlein se trasladó oficialmente allí el 1 de noviembre del mismo año.
A principios de la década de 1930, Blumlein y Herbert Holman desarrollaron una serie de micrófonos de bobina móvil, que serían utilizados en los estudios de grabación de la EMI y por la BBC en Alexandra Palace.

### Amplificador ultra lineal
En junio de 1937, Blumlein patentó lo que ahora se conoce como el amplificador ultra-lineal (patente estadounidense 2.218.902, fechada el 5 de junio de 1937). Con un diseño engañosamente simple, el circuito disponía de una toma en el devanado primario del transformador de salida para proporcionar retroalimentación a la segunda rejilla, lo que mejoró la linealidad del amplificador. Con la válvula colocada en el extremo del ánodo del devanado primario, el tubo de vacío se conectaba de forma efectiva como un triodo, y si la válvula estaba en el extremo de suministro, como un pentodo puro. Blumlein descubrió que si la válvula se colocaba a una distancia del 15-20% por debajo del extremo de suministro del transformador de salida, el tubo combinaría las características positivas tanto del diseño del triodo como del pentodo.

### Amplificador diferencial
Blumlein puede haber inventado o no el amplificador diferencial, pero su nombre figura en la primera patente (1936). Se trata de un circuito que ha sido popular desde los días de los tubos de vacío. Actualmente es más omnipresente que nunca, ya que es particularmente adecuado para disponerse en forma de circuito integrado, y casi todos los circuitos integrados de amplificador operacional contienen al menos uno.

### Sonido estereofónico
En 1931 inventó lo que llamó "sonido binaural", ahora conocido como sonido estereofónico. A principios de 1931 estaba con su esposa en el cine, y se dio cuenta de que los sistemas de reproducción de sonido de las primeras películas sonoras tenían un solo juego de altavoces, de forma que el actor podía estar en un lado de la pantalla, pero la voz podía venir del otro, y le dijo a su esposa que se le había ocurrido un procedimiento para que el sonido siguiera al actor.
Blumlein explicó sus ideas a Isaac Shoenberg a finales del verano de 1931. Sus primeras notas sobre el tema están fechadas el 25 de septiembre de 1931, y su patente tenía el título "Mejoras en y en relación con los sistemas de transmisión de sonido, grabación de sonido y reproducción de sonido". La solicitud estaba fechada el 14 de diciembre de 1931 y fue aceptada el 14 de junio de 1933 con el número de patente del Reino Unido 394.325.
La patente cubría numerosas ideas en el campo de la estereofonía, algunas de las cuales se utilizan en la actualidad. Algunas de sus 70 solicitudes incluyen:
- Un circuito cuyo objetivo era preservar el efecto direccional cuando el sonido de un par de micrófonos espaciados se reproducía a través de altavoces estéreo en lugar de un par de auriculares.
- El uso de un par de micrófonos de velocidad coincidentes con sus ejes en ángulos rectos entre sí, que todavía se conoce como un "par Blumlein".
- Grabación de dos canales en el surco único de un disco utilizando las dos paredes del surco en ángulo recto, situadas entre sí a 45 grados de la vertical.
- Un cabezal de corte de discos estéreo.
- Uso de transformadores híbridos para crear una matriz entre señales izquierda y derecha y señales suma y diferencia.

Los experimentos binaurales de Blumlein comenzaron a principios de 1933, y los primeros discos estéreo se grabaron más adelante ese mismo año. Gran parte del trabajo de desarrollo de este sistema para uso cinematográfico se completó en 1935. En los cortometrajes de prueba realizados por Blumlein (más notablemente, "Trenes en la estación de Hayes", que dura 5 minutos y 11 segundos, y "The Walking & Talking Film"), su intención original de que el sonido siguiera al actor se hizo realidad.
En 1934 grabó la Sinfonía Júpiter de Mozart dirigida por Sir Thomas Beecham en los estudios Abbey Road de Londres utilizando su técnica vertical-lateral.

### Televisión
La televisión fue desarrollada por muchas personas y empresas durante las décadas de 1920 y 1930. Las contribuciones de Blumlein, como miembro del equipo de EMI, comenzaron en serio en 1933 cuando su jefe, Isaac Shoenberg, lo asignó a tiempo completo a la investigación sobre la televisión.
Sus ideas incluyeron:
- Exploración de retorno resonante (el uso de un circuito sintonizado en la creación de una forma de onda de deflexión en diente de sierra). (Patente británica No. 400976, solicitud presentada en abril de 1932).
- Uso de una red de impedancia constante en las fuentes de alimentación para obtener una regulación de voltaje independiente de la frecuencia de carga, que se extiende hasta la corriente continua (421546, presentada el 16 de junio de 1933).
- Sujeción de nivel negro (422914, presentada el 11 de julio de 1933 por Blumlein, Browne y Hardwick). Esta es una forma mejorada de restauración de CC, en comparación con el restaurador de CC simple (que consta de un condensador, diodo y resistencia) que había sido patentado por Peter Willans tres meses antes.
- La antena de ranura (515684, presentada el 7 de marzo de 1939).

Blumlein también fue en gran parte responsable del desarrollo de la estructura de forma de onda utilizada en el sistema Marconi-EMI de 405 líneas, desarrollado para el Servicio de Televisión BBC del Reino Unido en Alexandra Palace, el primer servicio de televisión programado de "alta definición" (240 líneas o superior) del mundo, que posteriormente se adoptó como Sistema A del CCIR.

### Radar H2S
Desempeñó un papel fundamental en el desarrollo del sistema de radar aerotransportado H2S (diseñado para mejorar la puntería de los bombardeos), hasta el punto de que después de su muerte en junio de 1942, muchos creyeron que el proyecto fracasaría. Sin embargo, el proyecto pudo seguir adelante y se convirtió en un factor que acortó la Segunda Guerra Mundial. El papel de Blumlein en el proyecto era un secreto muy bien guardado en ese momento, y en consecuencia, solo se hizo un breve anuncio de su muerte unos dos años después, para evitar que Hitler y sus generales pensasen que podían obtener alguna ventaja de su desaparición.
Su invención del modulador de pulsos de tipo de línea (ref vol. 5 de la serie MIT Radiation Laboratory) fue una contribución importante a los radares de pulso de alta potencia, no solo al sistema H2S, y continúa utilizándose en la actualidad.

## Muerte e investigación

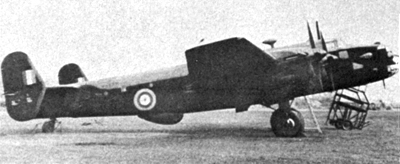
Halifax II V9977, que se estrelló el 7 de junio de 1942 (fotografía RAF Defford). Obsérvese el radomo del radar H2S situado por debajo de la bodega

Blumlein murió en el accidente de un avión Handley Page Halifax equipado con un radar H2S mientras realizaba un vuelo de prueba para el Telecommunications Research Establishment (TRE) el 7 de junio de 1942. Durante el vuelo desde la base de la RAF Defford, a una altitud de 500 pies (152,4 m) se produjo un incendio en un motor, que rápidamente quedó fuera de control. Se vio que la aeronave perdía altitud, rodó invertida y golpeó el suelo. El accidente se produjo cerca del pueblo de Welsh Bicknor en Herefordshire. Dos de los colegas de Blumlein, Cecil Oswald Browne y Frank Blythen también murieron en el accidente.

El Halifax llevaba un magnetrón de cavidad altamente secreto como parte del sistema de prueba del sistema H2S, y la recuperación inmediata del dispositivo era esencial. Un equipo dirigido por Bernard Lovell llegó al lugar del accidente la misma noche y recuperó el magnetrón.
“Entonces empezaron a llegar informes de un accidente en el sur de Gales y el resto de esa noche fue solo una pesadilla. Fui conducido por el C-in-C del aeródromo [Defford], un hombre llamado King, y serpenteé por estos carriles cerca de Ross-on-Wye en busca de estos restos, y luego el campo con los restos del Halifax quemados, y por supuesto era tiempo de guerra, no había tiempo para las emociones, nuestras primeras tareas fueron buscar el preciado equipo altamente secreto y recoger sus partes y piezas". – Bernard Lovell.

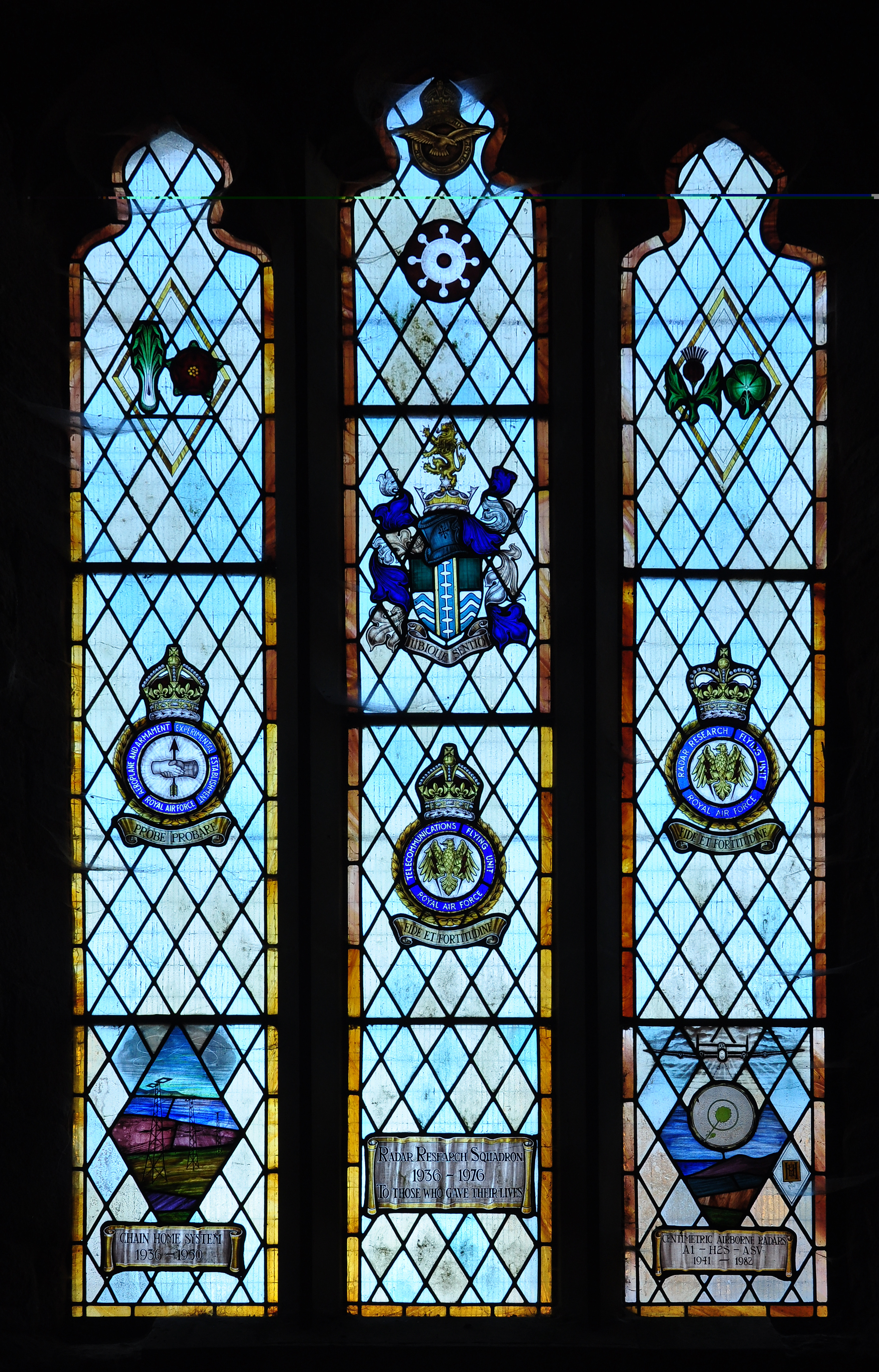
Ventana conmemorativa en el castillo de Goodrich, que conmemora a Blumlein y a los otros ingenieros, científicos y militares involucrados en el desarrollo del radar

Después de que la junta de investigación de la RAF completara su informe sobre el accidente del Halifax sucedido el 1 de julio de 1942, se distribuyó a una lista restringida de destinatarios aprobados, pero no se divulgó públicamente. En aras del secreto en tiempo de guerra, el anuncio de la muerte de Blumlein no se hizo hasta tres años después. La junta de investigación, encabezada por el inspector jefe de la AIB Vernon Brown, quien más tarde también investigó las desapariciones del Star Tiger y del Star Ariel en la posguerra, y con la asistencia de Rolls-Royce, que había fabricado los motores Merlin del Halifax, descubrió que el accidente fue causado por el incendio de un motor, atribuido al desenroscado de una tuerca de un empujador en el motor exterior de estribor, que había sido apretada incorrectamente por un instalador de motores de la RAF mientras inspeccionaba el motor unas tres horas antes del accidente.
Durante el vuelo, la tuerca aflojada causó un juego de válvulas cada vez más excesivo, lo que finalmente permitió la colisión de la cabeza de la válvula con el pistón ascendente, lo que fracturó el vástago de la válvula, lo que permitió que la válvula de entrada se abriera, lo que a su vez provocó el encendido por la bujía del combustible presurizado con la mezcla de aire dentro del colector de admisión, y finalmente, el bombeo del combustible encendido fuera de borda desde la tapa de balancines y a lo largo del exterior del motor, dando lugar a un extenso incendio en la góndola del motor. Debido al fuego que se originó en el sistema de alimentación, donde la mezcla de aire/combustible sobrealimentado estaba a una presión más alta que la atmosférica, el corazón del fuego ardía mucho más caliente e intenso que en el caso de un fuego de combustible simple.
Constantemente alimentado por el colector de admisión roto, el fuego ardía rápidamente a lo largo del ala y el fuselaje, lo que finalmente provocó que la sección exterior del ala de estribor se separara de la sección central a aproximadamente 350 pies (106,7 m) de altitud. Con la pérdida de una parte sustancial del ala de estribor, se perdió todo el control sobre el vuelo nivelado, y el avión rodó invertido y golpeó el suelo a aproximadamente 150 millas por hora (241 km/h).
La junta descubrió que la tripulación y los pasajeros no habían saltado inmediatamente de la aeronave debido a varios factores, incluida la pérdida de altitud al intentar encontrar un campo de emergencia, la rápida propagación del fuego, que bloqueó o impidió la salida del avión, y el hecho de que no había un número suficiente de paracaídas a bordo o no se estaban usando. Casi inmediatamente después del accidente, el primer ministro Churchill emitió una directiva que exigía que cualquier vuelo de prueba con civiles o personal científico llevase una cantidad suficiente de paracaídas para todas las personas involucradas.
Después de que la junta de investigación de la RAF completó su informe sobre el accidente del Halifax, Wiston Churchill ordenó que se mantuviera en secreto, y la causa del accidente no se reveló públicamente, ni siquiera a los familiares de los fallecidos. Como resultado de este secreto, numerosos rumores infundados de sabotaje alemán como la causa del accidente circularían durante muchos años después.

## Vida personal
Alan Blumlein tuvo dos hijos, Simon Blumlein y David Blumlein.
Fuera de su trabajo, Blumlein era un amante de la música e intentó aprender a tocar el piano, pero lo abandonó. Le gustaba montar a caballo y ocasionalmente iba a cazar zorros con su suegro.
Estaba interesado en muchas formas de ingeniería, incluida la aviación, la ingeniería de motores y la ingeniería ferroviaria. Obtuvo una licencia de piloto y voló un avión Tiger Moth del London Aerodrome Club en el aeródromo de Stag Lane. En una ocasión, persuadió a un conductor de autobús para que le permitiera conducir el vehículo desde Penzance hasta Land's End. En otra ocasión, pasó varias horas ayudando al operador de una caja de señales de ferrocarril en sus funciones en la estación de Paddington.

## Reconocimientos
- Alan Blumlein Way es una carretera del campus de Tektronix en Beaverton (Oregón), de acuerdo con su política de nombrar las carreteras en honor a aquellos que hicieron contribuciones significativas al conocimiento y la comprensión en el campo de la electrónica.
- Sigue habiendo una sala de reuniones llamada Blumlein Room en la sede de la Institución de Ingeniería y Tecnología (IET) en Savoy Place, tras una importante remodelación en 2015.[17]
- En 1977 el Greater London Council colocó una placa azul que conmemora a Blumlein en su antigua casa en Ealing.[18]

- El 1 de abril de 2015 se dedicó póstumamente una placa IEEE Milestone por la invención del sonido estéreo a Alan Dower Blumlein. Se llevó a cabo una ceremonia en Abbey Road Sudios, a la que asistieron destacados expertos en audio e ingenieros de grabación. La placa ahora se encuentra en el lado derecho de la puerta principal de los Abbey Road Studios.

- En 2017, The Recording Academy otorgó póstumamente a Alan Dower Blumlein el Grammy Técnico 2017 por la invención del Sonido Estéreo y por sus contribuciones de gran importancia técnica al campo de la grabación.